# Podvis
Podvis (cyr. Подвис) – wieś w Serbii, w okręgu zajeczarskim, w gminie Knjaževac. W 2011 roku liczyła 261 mieszkańców.